# ترک‌های رومانی

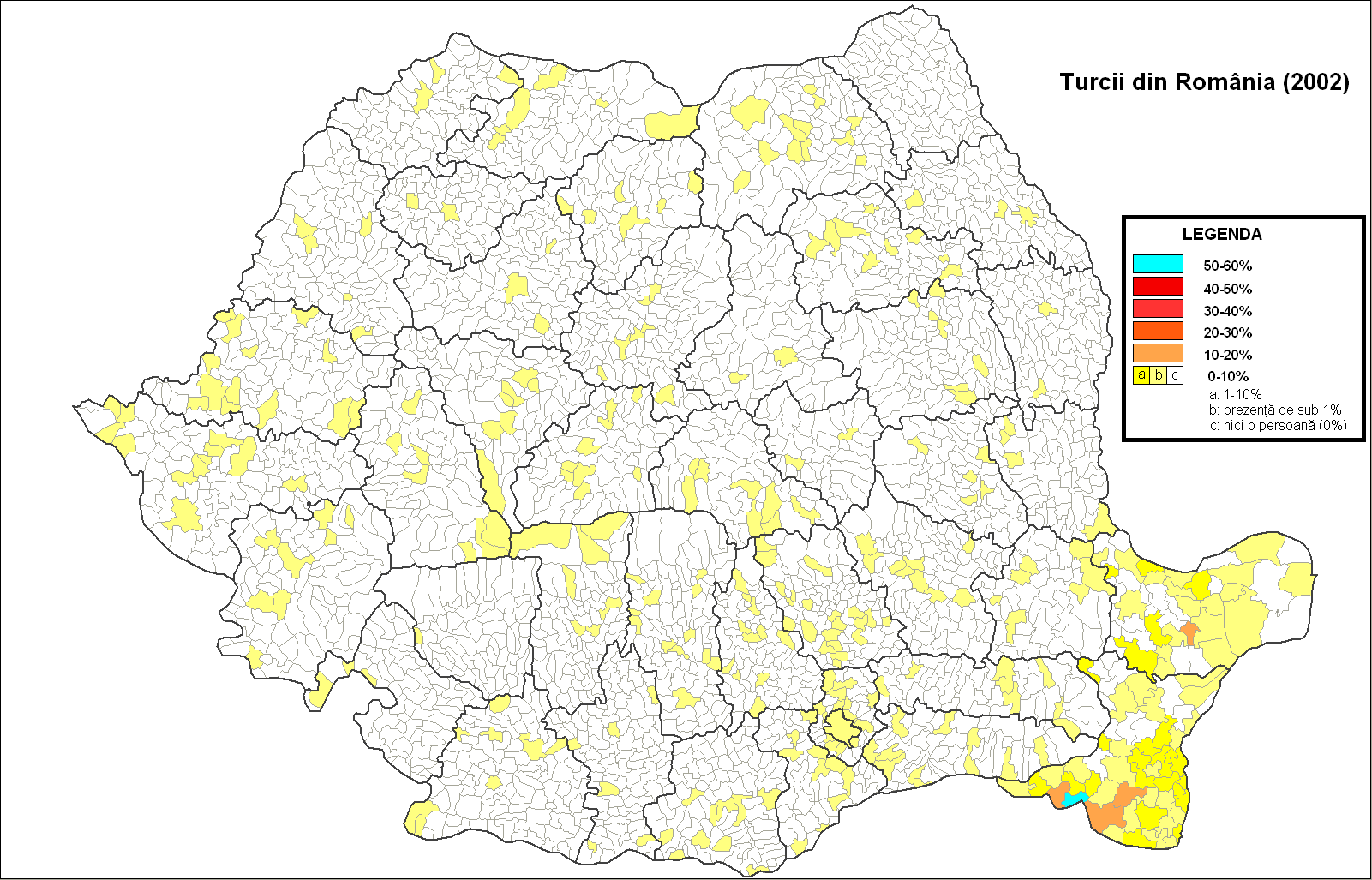
توزیع جمعیتی ترک‌ها در رومانی (آمار ۲۰۰۲)

ترک‌های رومانی همچنین به عنوان  رومانیایی‌های ترک, (ترکی استانبولی: Romanya Türkleri، رومانیایی: Turcii din România) شناخته می‌شوند. افراد با قومیت ترک که جزئی از گروه‌های اقلیت رومانی را تشکیل می‌دهند. با توجه به سرشماری سال ۲۰۱۱، ۲۸،۲۲۶ ترک ساکن در این کشور سکونت دارند که تشکیل دهنده اقلیتی در حدود ۰٫۱۵ درصد از کل جمعیت رومانی می‌باشند. از این تعداد ۸۱٫۱٪ در منطقه تاریخی دوبروجا که امروزه بین دو استان کونستانس (۲۱٬۰۱۴ نفر) و تولجئا (۱٬۸۹۱ نفر) در جنوب شرقی کشور رومانی در مرز با بلغارستان نزدیک دریای سیاه قرار گرفته‌اند. ۸٫۵٪ معادل با ۲،۳۸۸ نفر در پایتخت رومانی، بخارست زندگی می‌کنند.
به دلیل جمعیت بزرگ ترک در بین اقلیت‌های رومانی، اسلام در رومانی در طول تاریخ نیز دارای اقلیت مسلمانان بوده که مهم‌ترین متمرکزشان در دوبروجا می‌باشد که عمدتاً از قومیت ترک و تاتار تشکیل یافته‌است. جامعه مهمی از ترک تا سال ۱۹۷۰ در جزیره آدا کاله زندگی می‌کردند.

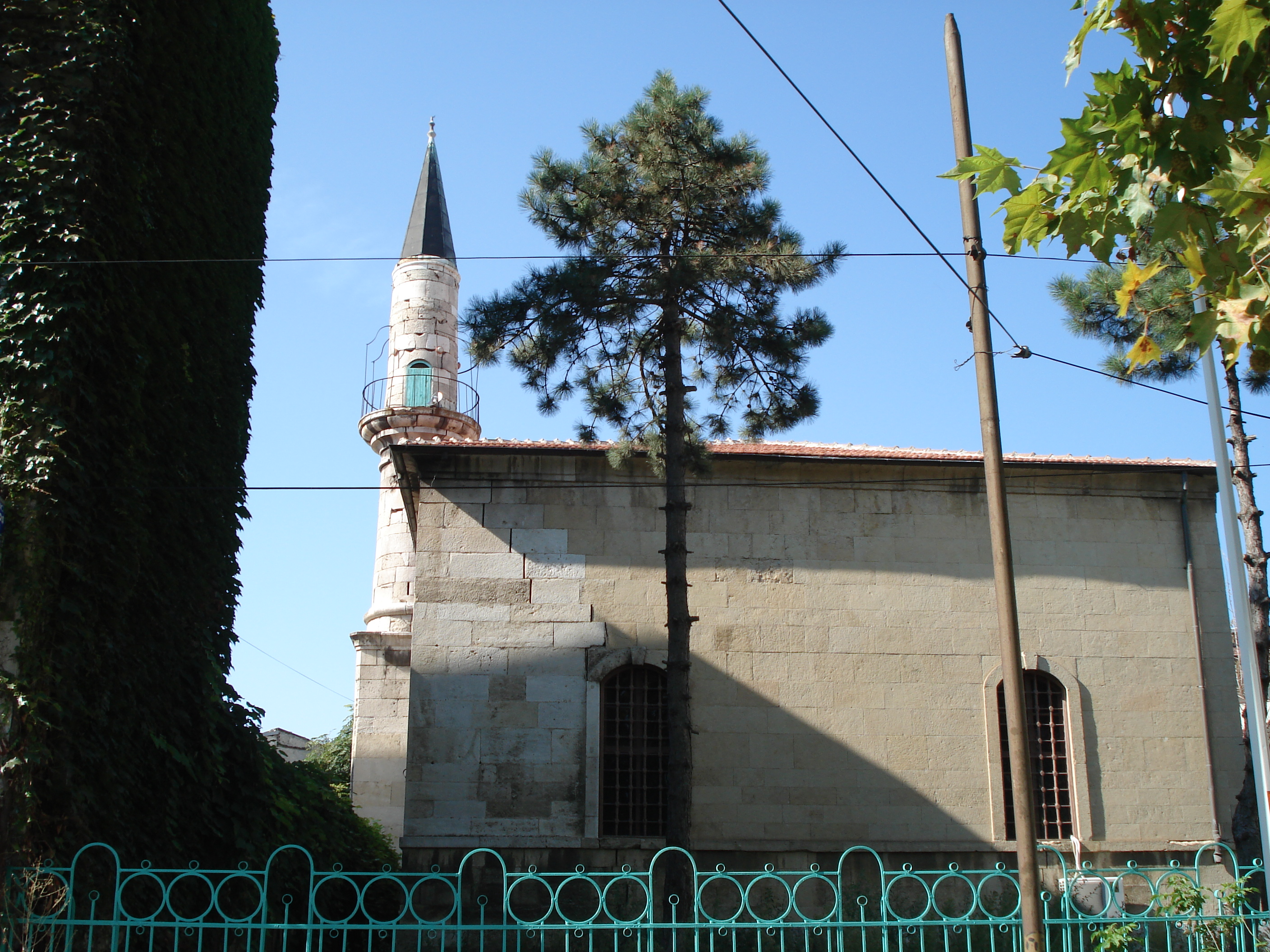
مسجد هونجیار در کونستانس, ساخته شده در طول سال‌های ۱۸۶۷-۱۸۶۸ توسط عبدالعزیز یکم

## کتاب شناسی
- Brozba, Gabriela (2010), Between Reality and Myth: A Corpus-based Analysis of the Stereotypic Image of Some Romanian Ethnic Minorities, GRIN Verlag, ISBN 3-640-70386-3.
- Constantin, Daniela L.; Goschin, Zizi; Dragusin, Mariana (2008), "Ethnic entrepreneurship as an integration factor in civil society and a gate to religious tolerance. A spotlight on Turkish entrepreneurs in Romania", Journal for the Study of Religions and Ideologies, ۷ (۲۰): ۲۸–۴۱
- National Institute of Statistics (2002), Population by ethnic groups, regions, counties and areas (PDF), Romania - National Institute of Statistics
- National Institute of Statistics (2011), Comunicat de presă privind rezultatele provizorii ale Recensământului Populaţiei şi Locuinţelor – ۲۰۱۱ (PDF), Romania-National Institute of Statistics, archived from the original (PDF) on 2 August 2019, retrieved 12 اكتبر 2013 {{citation}}: Check date values in: |accessdate= (help)
- Phinnemore, David (2006), The EU and Romania: Accession and Beyond, The Federal Trust for Education & Research, ISBN 1-903403-78-2